# Lei Tingjie
Lei Tingjie (chinesisch 雷挺婕, Pinyin Léi tǐng jié; * 13. März 1997 in Chongqing) ist eine chinesische Schach-Großmeisterin. 2017 gewann sie die chinesische Schachmeisterschaft der Frauen.

## Karriere
2014 gewann Lei die 4. chinesische Frauen-Meisterschaft in Wuxi und erhielt den Frauen-Großmeister-Titel (WGM) der FIDE. 2015 gewann Lei die offene Frauenmeisterschaft des Moskauer Open vor der Frauen-Juniorenweltmeisterin Alexandra Gorjatschkina. Sie nahm an der Frauen-Weltmeisterschaft 2015 in Sotschi teil, bei der sie zunächst gegen die ehemalige Junioren-Weltmeisterin Deysi Cori gewann, bevor sie in der zweiten Runde gegen Humpy Koneru verlor und ausschied. Im Dezember 2015 teilte sich Lei den 1. bis 5. Platz des Böblinger Opens mit 7 von 9 Punkten mit Oleksandr Subarjew, Oleksandr Bortnyk, Jure Škoberne und Maximilian Neef.
2016 spielte Lei in der chinesischen Mannschaft im Frauen-Wettbewerb der Asienmeisterschaft in Dubai und gewann mit ihrem Team die Gold-Medaille. Im März 2017 wurde ihr der Großmeister-Titel (GM) der FIDE verliehen. In der chinesischen Mannschaftsmeisterschaft spielte Lei 2012 und erneut seit 2016 für Chongqing, 2013 für Shandong, 2014 für Qingdao und 2015 für Hangzhou.
Vom 27. Oktober bis 7. November 2021 spielte Lei im FIDE Grand Swiss Tournament der Frauen 2021. Mit herausragenden 9 Punkten aus 11 Partien und einer Elo-Performance von 2734 gewann sie das Turnier, und das mit 1½ Punkten Vorsprung vor den Zweit- und Drittplatzierten, Elisabeth Pähtz und Zhu Jiner (je 7½ aus 11). Dadurch qualifizierte sie sich für das Kandidatenturnier der Frauen 2022/23. Durch Siege gegen Marija Musytschuk und Anna Musytschuk erreichte sie das Kandidatenfinale. Dieses gewann sie mit 3½ zu 1½ vorzeitig gegen Tan Zhongyi. Tans riskante Eröffnungswahl in der fünften Partie erzielte nicht den erhofften Überraschungseffekt und nach Fehlern im 14. und 21. Zug konnte Lei die Partie an sich reißen. Dadurch erhielt sie im Juli 2023 erstmals die Chance, um den Titel der Schachweltmeisterschaft der Frauen gegen Ju Wenjun zu spielen. Bei der Weltmeisterschaft stand es nach 11 Runden 5½ zu 5½, jedoch verlor Lei in der finalen 12. Runde, wodurch Ju Wenjun ihren Weltmeistertitel zum dritten Mal verteidigte.